# Campo Tures
Campo Tures (tiếng Đức: Sand in Taufers) là một đô thị ở Nam Tirol trong vùng Trentino-Alto Adige/Südtirol của Ý, có vị trí cách khoảng 110 km về phía đông bắc của thành phố Trento và khoảng 70 km về phía đông bắc của thành phố Bolzano, ở biên giới với Áo. Tại thời điểm ngày 31 tháng 12 năm 2004, đô thị này có dân số 4.944 người và diện tích là 164.3 km².
Sand in Taufers giáp các đô thị: Gais, Percha, Prettau, Rasen-Antholz, Sankt Jakob in Defereggen (Áo), Mühlwald và Ahrntal.

## Biến động dân số

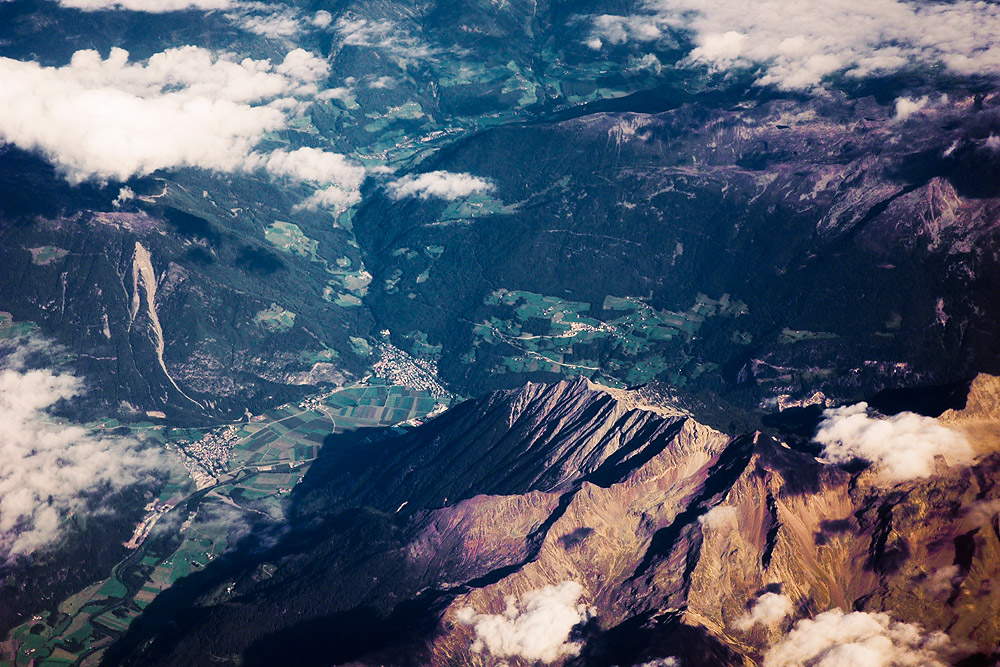
Sand in Taufers at 10000 meeters.